# نیتسانا دارشان-لیتنر
نیتسانا دارشان-لیتنر (به انگلیسی: Nitsana Darshan-Leitner) وکیل اسرائیلی، فعال حقوق بشر و بنیان‌گذار مرکز حقوقی شورات هدین در اسرائیل است. او در اظهار نظری به یکی از وب‌سایت‌های واشینگتن اعلام کرد که در تلاش برای گرفتن حق قربانیان حاصل از ترور ایران هستند. وی در ادامه می‌گوید در صورتی که این اقدام با موفقیت همراه شود مدعیان می‌توانند اینترنت ایران را کنترل کرده و تمام محتوای مربوط به آن را از فضای مجازی پاک کنند. سازمان ICANN هنوز واکنشی به صدور این حکم از خود نشان نداده اما بر اساس حکم دادگاه 10 روز فرصت دارد تا نسبت به آن واکنش نشان دهد. افرادی که به اصطلاح خود را قربانیان ترور در آمریکا می‌دانند، به دنبال دریافت خسارتی بیش از یک میلیارد دلار هستند و از این طریق قصد دارند سازمان ICANN که در بر حوزه وب نظارت دارد را تحت فشار قرار داده و مانع حضور ایران در اینترنت شوند
والدینش از یهودیان ایرانی ساکن روستایی در حاشیه‌ی شیراز بودند که در ابتدای تأسیس اسرائیل به آن مهاجرت کردند.